# ГЕС Grytten
ГЕС Grytten — гідроелектростанція у південній частині Норвегії, за вісім десятків кілометрів на схід від Олесунна. Використовує воду зі сточища ряду річок, які течіть у центральну (Langfjorden) та південну гілки Romsdalsfjord.
Збір ресурсу для роботи станції відбувається у сточищах Рауми (впадає у південну гілку Romsdalsfjord), Іси (завершується в Isfjorden, затоці південної гілки Romsdalsfjord), Мардоли та Аури (течуть в озеро Eikesdalsvatnet, яке через Eira дренується до Eresfjorden — відгалуження Langfjorden).
Найдальший від машинного залу водозабір розташований на річці Bruaa, лівій притоці Аури. Звідси тунель подає ресурс на північний захід в долину Мардоли. На останній вище по течії працює один з головних резервуарів дериваційної системи — водосховище Sandgrovvatn з припустимим коливанням рівня поверхні між позначками 1070 та 1091 метр НРМ (має греблю довжиною 330 метрів та висотою лише 10 метрів, проте, як і багато інших норвезьких сховищ, завдяки наявності спеціального тунелю може здреновуватись до рівня меншого за основу греблі). Нижче ж по течії Мардоли (але до відомого водоспаду Мардалсфоссен) зведена гребля з гребенем на позначці 997 метрів НРМ, яка дозволяє спрямувати воду у канал довжиною 0,25 км до розташованого на лівобережжі річки невеликого озера Fossafjellvatn (Fossafjelltjønna) з припустимим коливанням рівня поверхні між 983 та 990 метрів НРМ.
Від Fossafjellvatn тунель довжиною 3,6 км прямує на північний захід під водорозділом між сточищами Мардоли та її лівої притоки Ytste Mardøla. На останній нижче від виходу тунелю створене водосховище Mardalsvatn, яке має греблю висотою 10 метрів і довжиною 155 метрів та рівень поверхні між позначками 837 та 842 метри НРМ. Оскільки цей показник суттєво менший за рівень у Fossafjellvatn, біля Mardalsvatn споруджена насосна станція Мардола потужністю 6 МВт, яка споживає для підкачування води 23 млн кВт·год електроенергії на рік.
Після з'єднання тунелів від Fossafjellvatn та Mardalsvatn починається головний дериваційний тунель довжиною понад 15 км, який спершу прямує у західному, а потім північно-західному напрямку. При цьому його траса проходить під гірським масивом, з якого беруть початок ліві притоки Іси та праві притоки Рауми. На цьому шляху до тунелю надходить додатковий ресурс із:
- водосховища Grottavatn (сточище Іси) з максимальним рівнем поверхні на позначці 980 метрів НРМ, на виході з якого знаходиться гребля із моренного матеріалу висотою 12 метрів та довжиною 150 метрів. До цієї водойми за допомогою короткого тунелю подається також ресурс із розташованого південніше сховища Rangohovatn (сточище Рауми), де поверхня має рівень від 1125 до 1128 метрів НРМ;
- водосховищ Veslevatn (Fetjavatnet) та Mongevatn, які лежать на одній з приток Рауми. При цьому Veslevatn з рівнем поверхні від 975 до 978 метрів НРМ має змогу безпосередньо подавати ресурс у головний дериваційний тунель, тоді як для транспортування води з Mongevatn (від 907 до 913 метрів НРМ) працює насосна станція Монге потужністю 0,85 МВт, яка споживає 4 млн кВт·год електроенергії на рік;
- водосховища Olavskarsvatn (знов сточище Іси), котре має рівень поверхні в діапазоні 1126 та 1128 метрів НРМ.

На завершальному етапі головний тунель виходить в долину самої Рауми та подає ресурс до машинного залу, обладнаного однією турбіною типу Пелтон потужністю 143,5 МВт, яка при напорі у 964 метри забезпечує виробництво 533 кВт·год електроенергії на рік (на сайті головного власника — компанії Statkraft — одночасно зазначений показник у 585 млн кВт·год).